# Де Бур, Роди
Роди де Бур (нидерл. Rody de Boer; род. 22 августа 1997, Гаага) — нидерландский футболист, вратарь клуба «Ольборг».

## Клубная карьера
Де Бур — воспитанник клубов «Форум Спорт» и «АДО Ден Хааг». В 2015 году он был включён в заявку на сезон последнего, но так и не дебютировал за основной состав. В 2017 году Роди подписал контракт с «Телстар». 18 августа в матче против «Эйндховена» он дебютировал в Эрстедивизи. В 2018 году де Бур перешёл в АЗ, подписав контракт на четыре года. 21 декабря 2019 года в матче против роттердамской «Спарты» он дебютировал в Эредивизи. В 2020 году де Бур на правах аренды перешёл в «Де Графсхап». 31 августа в матче против «Ден Босха» он дебютировал за новую команду.
Летом 2021 года де Бур подписал контракт с «Родой», подписав контракт на 3 года. 7 августа в матче против «Де Графсхап» он дебютировал за основной состав.
В 2023 году Роди заключил соглашение с датским клубом «Ольборг». 15 сентября в матче против «Сённерйюска» он дебютировал в Первом дивизионе Дании. По итогам сезона игрок помог команде выйти в элиту.